# Anita Durante
Anita Durante (geborene Anita Bianchi; * 28. September 1897 in Rom; † 2. Mai 1994 ebenda) war eine italienische Schauspielerin auf der Bühne und im Film.
Die Frau des Schauspielers und im römischen Dialekt schreibenden Autors Checco Durante spielte zusammen mit ihrem Mann im Verlauf ihrer langen Karriere in zahlreichen Dialektkomödien auf der Bühne und als Charakterdarstellerin beim Film. Zu ihren bekanntesten Leinwandrollen zählt die übersorgsame Mutter des von Alberto Sordi dargestellten Protagonisten in Ein Amerikaner in Rom unter der Regie von Steno aus dem Jahr 1954.

## Leben

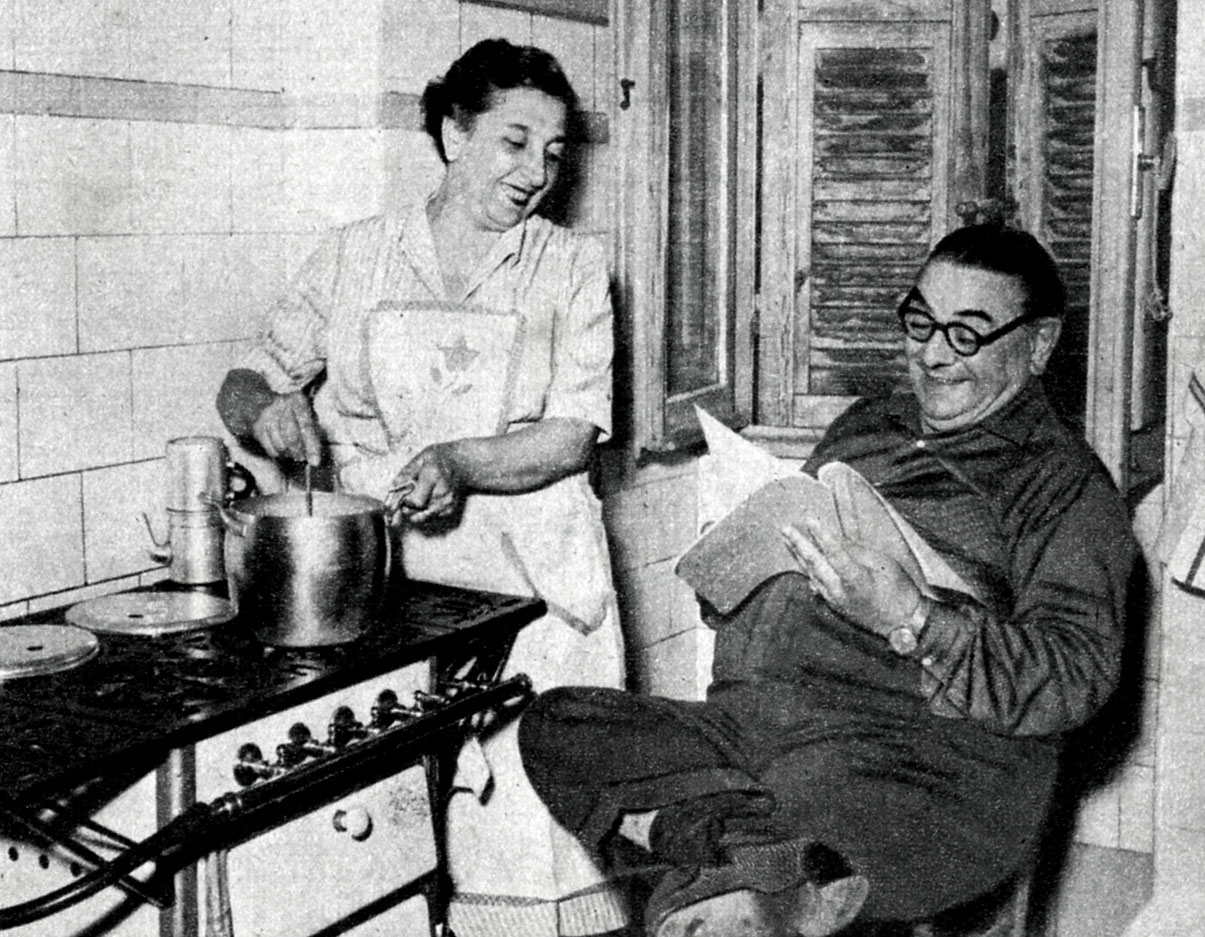
Anita und Checco Durante 1957

Die in Rom 1897 geborene Anita Bianchi begann ihre Bühnenlaufbahn in einem hauptstädtischen Ensemble, in dem sie mit ihrem zukünftigen Mann und Bühnenpartner Checco Durante zusammenarbeitete. Gemeinsam traten sie 1918 der Kompanie um Ettore Petrolini bei, mit der sie in ihrem Heimatland und in Südamerika tourten. Zehn Jahre darauf formierten sie die Primaria Compagnia della Commedia Romanesca.
Von 1941 bis 1986 wurde Durante für zahlreiche Charakterrollen des italienischen Films engagiert, von denen ais ihren rund fünfzig Rollen – neben dem erwähnten Ein Amerikaner in Rom – Gli anni ruggenti von Luigi Zampa aus dem Jahr 1962, Helle Stimmen von Massimo Franciosa (1964) sowie Großer, laß die Fetzen fliegen von Sergio Corbucci (1971) bemerkenswert sind. Letztmals spielte sie in Giovanni Senzapensieri von Marco Colli, fast neunzigjährig, die „Tante Teresa“.
Ab 1950 sah man sie jährlich bei Sommer-Auftritten in der Villa Aldobrandini, die sie mit Winterengagements im Teatro Rossini, dem Mittelpunkt des römischen Dialekttheaters, ergänzte. Nach dem Tod ihres Mannes Checco 1976 führte sie die Auftritte an der Seite ihres Schwiegersohnes Enzo Liberti fort.
Durante verstarb im Krankenhaus San Giovanni-Addolorata im Alter von 96 Jahren. Sie war beim Fensterputzen vom Balkon ihrer Wohnung gestürzt.
Ihr Grab befindet sich auf dem Cimitero del Verano in Rom an der Seite ihres Mannes.

## Filmografie (Auswahl)
- 1941: Scampolo
- 1946: Zum Teufel mit dem Reichtum (Abbasso la richezza!)
- 1953: Silvana (Vortice)
- 1953: Vergib mir Madonna (Noi peccatori)
- 1953: Die Verrufenen (Donne proibite)
- 1954: Ein Amerikaner in Rom (Un americano a Roma)
- 1954: Orientexpress (Orient Express)
- 1954: So geht's im Leben (Questa è la vita)
- 1955: Bigamie ist kein Vergnügen (Il bigamo)
- 1955: Ein Held unserer Tage (Un eroe dei nostri tempi)
- 1955: Zwei silberne Leuchter (Il cortile)
- 1955: Im Zeichen der Venus (Il segno di Venere)
- 1955: Vier Herzen in Rom (Racconti romani)
- 1956: Höllenfahrt nach Tobruk (Il prezzo della gloria)
- 1958: Dieb hin, Dieb her (Ladro lui, ladra lei)
- 1959: Die Hölle in der Stadt (Nella città l'inferno)
- 1959: Tolpatsch macht Karriere (Policarpo, ufficiale di scrittura)
- 1962: Carmen von Trastevere (Carmen di Trastevere)
- 1963: Verrückte Seefahrt (Mare matto)
- 1964: Helle Stimmen (Le voci bianche)
- 1965: Made in Italy (Made in Italy)
- 1969: Warum hab’ ich bloß 2x ja gesagt?
- 1971: Großer, laß die Fetzen fliegen (Er Più – Storia d'amore e di coltello)
- 1980: Ich hasse Blondinen (Odio le bionde)
- 1982: Der Graf, der alles kann (Il conte Tacchia)
- 1986: Giovanni Senzapensieri

## Radioauftritt
- Campidoglio, sonntägliches Programm aus Lazio ab 1945.

## Fernseharbeiten bei der RAI
- Lo smemorato von Emilio Caglieri, Regie Enzo Liberti und Fernanda Turvani, gesendet am 12. August 1962.
- L'esame, Regie Fernanda Turvani, gesendet am 22. August 1963.
- Miei cari burattini, Regie Enzo Liberti und Luigi Di Gianni, gesendet am 30. November 1965.